# Derrick Knowles
Derrick Knowles, född 22 mars 1966, är en friidrottare från Bahamas. Han deltog vid olympiska sommarspelen 1988.